# Лётка
Лётка — общее название отверстий для выпуска, вылета.

## Этимология
В русском языке термин имеет несколько близких значений, происходящих от глагола «летать».

## В металлургии
Лётка — отверстие в металлургических плавильных печах для выпуска расплавленного металла, штейна или шлака.
Применяется прежде всего в доменных, ферросплавных и электродуговых печах, вагранках. Используется для выпуска чугуна (чугунная лётка) или шлака (шлаковая лётка). Обычно в печи делают до четырёх лёток.
Чугунная лётка обычно представляет собой горизонтальный или наклонный канал прямоугольного сечения в огнеупорной кладке горна печи. Расплавленный чугун из лёток сливается в главный чугунный жёлоб, расположенный на литейном дворе.
Шлаковая лётка — обычно расширяющееся наружу горизонтальное отверстие круглого сечения в огнеупорной кладке горна печи. Периодический выпуск верхнего шлака из лётки производят в периоды между выпусками чугуна.
Продолжительность выпуска продуктов плавки в пределах часа, тогда как время закрытия лётки измеряется секундами. После каждого выпуска лётки заделывают огнеупорной заделочной (лёточной) массой. Ранее в качестве массы использовалась глина, в настоящее время применяются специальные кварцитовые или высокоглиноземистые безводные массы с синтетическим связующим.
На современных печах после окончания выпуска лётка забивается специальной машиной или «пушкой» с гидравлическим или электрическим приводом.
Гидравлическая машина закрытия чугунной лётки (МЗЧЛ) включает механизм поворота и механизм прессования. Поворот машины осуществляется при помощи гидроцилиндра поворота и рычажной системы. Гидроцилиндр прессования выдавливает лёточную массу в лётку.
Для шлаковых лёток применяется шлаковый стопор, также оснащенный пневмоприводом или электроприводом. Гидроаппаратура, электрические кабели защищаются от высокой температуры кожухами. Для вскрытия лётки применяется буровая машина с перфоратором, которая пробуривает лётку за несколько минут. Управление всеми механизмами и машинами на литейном дворе осуществляют дистанционно с пульта управления.
В электрических плавильных печах лётки устраивают в виде эксцентрического отверстия в поду, чтобы уменьшить попадание азота и шлака в жидкую сталь.

## В энергетике
Лётка — отверстие в нижней части топки парового или водогрейного котла для выпуска шлака.
Топки угольных котлов могут быть с твёрдым и жидким шлакоудалением в зависимости от состояния шлака, выходящего из котла. Первые заканчиваются внизу прямоугольной «холодной воронкой», имеющей скаты передней и задней стенок 55—60°. Под холодной воронкой размещается смывная шахта, в которой расположена лётка с выходным отверстием для выпуска шлака в шлакоприемное устройство.
Топки с жидким шлакоудалением имеют под, наклонённый к лёткам 10—12°, для стока жидкого шлака.

Топки газомазутных котлов имеют горизонтальный под или под с небольшим наклоном. Под котлами устанавливают шлакоприемные устройства с непрерывным удалением шлака.

## В пчеловодстве
Лётка (леток) — отверстие в улье для влёта и вылета пчёл.